# Koncil v Clermontu
Koncil v Clermontu je bil mešan zbor klerikov in laikov katoliške cerkve, ki je bil od 18. do 28. novembra 1095 v Clermont-Ferrandu, Francija, in je sprožil prvo križarsko vojno.

## Zgodovinsko ozadje
Bizantinski cesar Aleksej I. Komnen je leta 1095 poslal na zahod odposlance s prošnjo za vojaško pomoč proti Turkom Seldžukom. Papež Urban II. je sporočilo prejel na koncilu v Piacenzi. Ker je bil za konec leta 1095 že sklican koncil v Clermontu, so pogovore o vojaški pomoči prestavili na ta koncil. Papež je zato škofe in opate, ki jih je povabil na koncil pozval, naj s seboj povabijo ugledne plemiče iz svojih škofij.
Koncila se je udeležilo okrog tristo klerikov iz cele Francije. Osrednji točki dnevnega reda sta bili Clunyjske cerkvene reforme in ekskomunikacija francoskega kralja Filipa I. zaradi zakonolomne poroke z Bertrado Monfortsko. Urban je o problemih na vzhodu prvič spregovoril šele 27. novembra, torej predzadnji dan koncila. Napovedal je sveto vojno (bellum sacrum) proti muslimanom, ki so zasedli Sveto deželo in napadli Vzhodno Rimsko cesarstvo. 

## Urbanov govor
Podrobnosti iz Urbanovega govora oziroma poziva na križarsko vojno najdemo v kar šestih primarnih virih. Prvi in najpomembnejči vir je kronika Gesta Francorum (Dejanja Frankov), ki jo je napisl neznan avtor in je močno vplivala na avtorje, ki so pisali za njim: Fulcherja iz Chartresa, Roberta Meniha, Baldrica, nadškofa Dola in Guiberta Nogentskega, ki so bili očitno prisotni na koncilu. Ohranila so se tudi pisma, ki jih je Urban II. pisal decembra 1095.
Fulcher iz Chartresa je svojo verzijo govora zapisal v svojem delu Gesta Francorum Jerusalem Expugnantium (Dejanja Frankov pri osvajanju Jeruzalema). Urban v njegovi verziji govora navaja razne zlorabe v cerkvi, med njimi kupovanje funkcij in služb in pomanjkanje privrženosti gibanju Mir Božji. V pozivu na križarsko vojno je rekel:
»Tisti, ki so do sedaj vojevali nepošteno privatno vojno proti vernim, naj se zdaj obrnejo proti nevernikom in z zmago končajo vojno, ki se je začela že dolgo tega. Tisti, ki so bili do sedaj roparji, naj postanejo vitezi. Tisti, ki so se do sedaj bojevali proti svojim bratom in sorodnikom, naj se zdaj pošteno borijo proti barbarom in tisti, ki so se do sedaj za majhne denarje bojevali kot najemniki, naj zdaj dobijo večno nagrado. Tisti, ki so izmučili svoje telo in dušo, pa naj zdaj delajo za dvojno plačilo.«
V delu Gesta Dei per Francos, ki ga je kakšnih dvajset let po koncilu napisal Robert Menih, je daljša inačica Urbanovega govora, v kateri je govor dosegel višek s pozivom »plemenu Frankov« k pravovernosti, poboljšanju in podreditvi cerkvi. Robert je zapisal, da je papež pozval zahodne kristjane, bogate in revne, naj gredo na pomoč Grkom na vzhodu in govor zaključil z ognjevitim vzpodbudnim vzklikom »Deus vult« (takšna je Božja volja). Papež je vsem, ki bi odšli na vzhod, obljubil odpustitev grehov, pri čemer verjetno ni mislil na tisto, kar so kasneje postali odpustki. Urban je v svojem govoru poudaril, da je osvoboditev Svete dežele bolj pomembna kot pomoč Grkom in naštel nekaj grozovitih muslimanskih zločinov, na primer da »muslimani obrezujejo kristjane, z izteklo krvjo pa škropijo oltarje ali jo vlivajo v krstne kamne«, odpustkov pa ni omenil. Urban je ukazal, da lahko gredo na pot samo vitezi. Na pot naj ne gredo niti stari in slabotni niti duhovniki brez posebnega dovoljenja svojega škofa, »ker je to zanje bolj ovira kot pomoč, bolj breme kot korist. Ženske ne smejo na pot brez svojih mož ali bratov ali zakonitih varuhov«.
Baldrick, nadškof Dola, je svojo verzijo govora pisal na osnovi Geste Francorum v približno istem obdobju kot Robert Menih. Osredotočil se je predvsem na grehe muslimanov in ponovno osvoboditev Svete dežele. Podobno kot Fulcher iz Chartresa je tudi Baldrick zapisal, da je Urban obžaloval nasilje krščanskih vitezov iz Galije in jim rekel: »Manj grešno je, če svoje meče vihtite proti Saracenom«. Urbanovo tarnanje je primerjal s tarnjanjem Amaletitov. Nasilje vitezov je želel obrniti v služenje Bogu in obrambi cerkva na Vzhodu. Baldrik omenja, da je papež za svojega legata in vodjo križarskega pohoda imenoval škofa Ademarja iz Puya. 
Guibert, opat v Nogentu, je osebno prisostvoval Urbanovemu govoru. V svoji verziji govora je zapisal, da je papež poudarjal pomembnost osvoboditve Svete dežele, pomoči Grkom in drugim kristjanom na vzhodu pa ni omenjal. Urban je v Guibertovi verziji govora poudarjal svetost Svete dežele, ki »mora biti v krščanski posesti, tako da se bodo lahko izpolnile prerokbe o koncu sveta«.
Zadnji dan koncila se je papež obrnil na francoske viteze in plemstvo, ker je tisto jutro izvedel, da je med poslušalci tudi Rajmond IV. Touluški, ki je bil vzor poguma in pobožnosti in je bil trdno odločen zgrabiti za orožje. Urban je nato nekaj mesecev po Franciji pridigal v korist križarske vojne, njegovi legati pa so isto počeli v južni Italiji.
V njihovih pridigah se je cilj vojne vedno bolj odmikal od pomoči Alekseju I. in se preusmerjal k osvoboditvi Jeruzalema. Ko so poslušalcem pridig omenili cerkveni koncil, je večina verjetno menila, da je bila prav križarska vojna osrednja téma koncila. 
Urbanov v osebnem pismu, ki ga je pisal zvestim vernikom, »ki so čakali v Flandriji«, Jeruzalema sploh ne omenja. Poziva jih samo na pomoč vzhodnim cerkvam in jim sporoča, da bo vodja pohoda škof Ademar iz Puya, dan odhoda pa dan Marijinega vnebovzetja - 15. avgusta 1096.